# 余理洋
余理洋（1989年6月27日—），生於加拿大溫哥華，港加混血兒，加拿大籃球運動員，司職控球後衞，現時效力香港甲一籃球聯賽球隊永倫。

## 籃球生涯
余理洋生於加拿大溫哥華，在喬治王子城長大，在高中時代已經在卑詩省打出名堂，曾入選加拿大15大最佳高中球員。
2011年，余理洋代表加拿大大學代表隊出戰世界大學生運動會，期間與當時代表香港的南華球員陳翊麟結緣，結果余理洋在2012年大學畢業後，經陳翊麟引薦予南華班主洪游奕，得以外援身份加盟香港傳統勁旅南華，而且他需按照香港籃總規定在香港連續居住滿一年才有資格符合「居港球員」資格，可惜他在2013年賽事註冊期前仍未住夠期，所以他在與南華操練兩年後於2014年4月才首度上陣。
2018年球季，余理洋在香港居住滿7年後申請香港身份證。在申請期間，他把居港外援名額讓給朱亮，並轉任南華助教，沒有在整季甲一聯賽上陣。
2018年9月12日，澳門首支職業球隊澳門黑熊宣佈余理洋加盟，並代表黑熊出戰2018/19球季東南亞職業籃球聯賽（ABL）賽事，而且他會在ABL賽季結束後回歸南華。
2021年余理洋以本土身分回到南華。2024年轉戰永倫。

## 個人生活
余理洋爸爸余星友（Simon Yu）為香港移民，而媽媽則是加拿大人，所以余理洋具有香港永久性居民身分。余理洋視NBA名將史蒂夫·纳什為偶像，曾獲他一對一指導親身傳授球技。

## 外部連結
- 余理洋在fiba.basketball（英语）
- 余理洋在Eurobasket.com（球員）（英语）
- 余理洋在RealGM（英语）
- 余理洋在Flashscore（英语）
- Nathan Yu （页面存档备份，存于）
- . U Sports Hoops - University Basketball in Canada.   [2024-10-17].